# Чемпіонат Європи з легкої атлетики 1982
Чемпіонат Європи з легкої атлетики 1982 був проведений 6-12 вересня в Афінах на Олімпійському стадіоні.
На чемпіонаті було встановлено чотири світові рекорди: Марітою Кох у бігу на 400 метрів (48,15), жіночою збірною НДР в естафеті 4×400 метрів (3.19,05), Ульріке Мейфарт у стрибках у висоту (2,02 м) та Дейлі Томпсоном у десятиборстві (8744 очки).
Гаральд Шмід встановив новий рекорд Європи у бігу на 400 метрів з бар'єрами (47,48).
Жіноча програма попвнилась двома новими дисциплінами — вперше були розіграні медалі у марафонському бігу та семиборстві (останнє пришйло на зміну п'ятиборству).

## Призери

### Чоловіки
| Дисципліни                | Золото                                                                             | Золото            | Срібло                                                          | Срібло      | Бронза                                                                                    | Бронза      |
| ------------------------- | ---------------------------------------------------------------------------------- | ----------------- | --------------------------------------------------------------- | ----------- | ----------------------------------------------------------------------------------------- | ----------- |
| 100 метрів                | Франк Еммельманн НДР                                                               | 10,21             | П'єрфранческо Павоні Італія                                     | 10,25       | Мар'ян Воронін Польща                                                                     | 10,28       |
| 200 метрів                | Олаф Пренцлер НДР                                                                  | 20,46             | Кемерон Шарп Велика Британія                                    | 20,47       | Франк Еммельманн НДР                                                                      | 20,60       |
| 400 метрів                | Гартмут Вебер ФРН                                                                  | 44,72 CR          | Андреас Кнебель НДР                                             | 45,29       | Віктор Маркін СРСР                                                                        | 45,30       |
| 800 метрів                | Ганс-Петер Фернер ФРН                                                              | 1.46,33           | Себастьян Коу Велика Британія                                   | 1.46,68     | Йорма Гяркенен Фінляндія                                                                  | 1.46,90     |
| 1500 метрів               | Стів Крем Велика Британія                                                          | 3.36,49           | Микола Кіров СРСР                                               | 3.36,99     | Хосе Мануель Абаскаль Іспанія                                                             | 3.37,04     |
| 5000 метрів               | Томас Вессінгхаге ФРН                                                              | 13.28,90          | Вернер Шильдхауер НДР                                           | 13.30,03    | Девід Муркрофт Велика Британія                                                            | 13.30,42    |
| 10000 метрів              | Альберто Кова Італія                                                               | 27.41,03          | Вернер Шильдхауер НДР                                           | 27.41,21    | Мартті Вайніо Фінляндія                                                                   | 27.42,51    |
| 110 метрів з бар'єрами    | Томас Мункельт НДР                                                                 | 13,41             | Андрій Прокоф'єв СРСР                                           | 13,46       | Арто Брюггаре Фінляндія                                                                   | 13,60       |
| 400 метрів з бар'єрами    | Гаральд Шмід ФРН                                                                   | 47,48 ER CR       | Олександр Яцевич СРСР                                           | 48,60       | Уве Аккерман НДР                                                                          | 48,64       |
| 3000 метрів з перешкодами | Патріц Ільг ФРН                                                                    | 8.18,52           | Богуслав Мамінський Польща                                      | 8.19,22     | Домінго Рамон Іспанія                                                                     | 8.20,48     |
| 4×100 метрів              | СРСР Сергій Соколов Олександр Аксинін Андрій Прокоф'єв Микола Сидоров              | 38,60             | НДР Детлеф Кюбек Олаф Пренцлер Томас Мункельт Франк Еммельманн  | 38,71       | ФРН Крістіан Циркельбах Крістіан Гас Петер Кляйн Ервін Скамраль                           | 38,71       |
| 4×400 метрів              | ФРН Ервін Скамраль Гаральд Шмід Томас Гіссінг Гартмут Вебер Едгар Накладал (забіг) | 3.00,51 CR        | Велика Британія Девід Дженкінс Гаррі Кук Тодд Беннетт Філ Браун | 3.00,68     | СРСР Олександр Трощило Павло Рощин Павло Коновалов Віктор Маркін Володимир Просін (забіг) | 3.00,80     |
|                           |                                                                                    |                   |                                                                 |             |                                                                                           |             |
| Марафон                   | Герард Нейбур Нідерланди                                                           | 2:15.16           | Арман Парментьє Бельгія                                         | 2:15.51     | Карел Лісмон Бельгія                                                                      | 2:16.04     |
| Ходьба 20 кілометрів      | Хосе Марін Іспанія                                                                 | 1:23.43           | Йозеф Прибилинець Чехословаччина                                | 1:25.55     | Павол Блажек Чехословаччина                                                               | 1:26.13     |
| Ходьба 50 кілометрів      | Рейма Салонен Фінляндія                                                            | 3:55.29           | Хосе Марін Іспанія                                              | 3:59.18     | Бу Густафссон Швеція                                                                      | 4:01.21     |
|                           |                                                                                    |                   |                                                                 |             |                                                                                           |             |
| Стрибки у висоту          | Дітмар Мегенбург ФРН                                                               | 2,30 CR           | Януш Тшепізур Польща                                            | 2,27        | Герд Нагель НДР                                                                           | 2,24        |
| Стрибки з жердиною        | Олександр Крупський СРСР                                                           | 5,60 CR           | Володимир Поляков СРСР                                          | 5,60 CR     | Атанас Тарев Болгарія                                                                     | 5,60        |
| Стрибки у довжину         | Лутц Домбровські НДР                                                               | 8,41w             | Антоніо Коргос Іспанія                                          | 8,19        | Ян Лейтнер Чехословаччина                                                                 | 8,08        |
| Потрійний стрибок         | Кіт Коннор Велика Британія                                                         | 17,29 CR          | Василь Грищенков СРСР                                           | 17,15       | Бакоші Бела Угорщина                                                                      | 17,04       |
| Штовхання ядра            | Удо Баєр НДР                                                                       | 21,50 CR          | Яніс Боярс СРСР                                                 | 20,81       | Ремігіус Махура Чехословаччина                                                            | 20,59       |
| Метання диска             | Імріх Бугар Чехословаччина                                                         | 66,64             | Ігор Дугинець СРСР                                              | 65,60       | Вольфганг Варнемюнде НДР                                                                  | 64,20       |
| Метання молота            | Юрій Сєдих СРСР                                                                    | 81,66 CR          | Ігор Нікулін СРСР                                               | 79,44       | Сергій Литвинов СРСР                                                                      | 78,66       |
| Метання списа             | Уве Гон НДР                                                                        | 91,34             | Хейно Пуусте СРСР                                               | 89,56       | Детлеф Міхель НДР                                                                         | 89,32       |
|                           |                                                                                    |                   |                                                                 |             |                                                                                           |             |
| Десятиборство             | Дейлі Томпсон Велика Британія                                                      | 8744 WR CR (8774) | Юрген Гінгсен ФРН                                               | 8518 (8530) | Зігфрід Штарк НДР                                                                         | 8433 (8472) |

### Жінки
| Дисципліни             | Золото                                                     | Золото        | Срібло                                                                            | Срібло      | Бронза                                                             | Бронза      |
| ---------------------- | ---------------------------------------------------------- | ------------- | --------------------------------------------------------------------------------- | ----------- | ------------------------------------------------------------------ | ----------- |
| 100 метрів             | Марліс Ґер НДР                                             | 11,01 CR      | Бербель Веккель НДР                                                               | 11,20       | Роз-Айме Бакуль Франція                                            | 11,29       |
| 200 метрів             | Бербель Веккель НДР                                        | 22,04 CR      | Кеті Смолвуд Велика Британія                                                      | 22,13 NR    | Сабіна Рігер НДР                                                   | 22,51       |
| 400 метрів             | Маріта Кох НДР                                             | 48,15 WR CR   | Ярміла Кратохвілова Чехословаччина                                                | 48,85 NR    | Татьяна Коцембова Чехословаччина                                   | 50,55       |
| 800 метрів             | Ольга Мінєєва СРСР                                         | 1.55,41 CR    | Людмила Веселкова СРСР                                                            | 1.55,82     | Маргріт Клінгер ФРН                                                | 1.57,22     |
| 1500 метрів            | Ольга Двірна СРСР                                          | 3.57,80 CR    | Заміра Зайцева СРСР                                                               | 3.58,82     | Габріелла Доріо Італія                                             | 3.59,02     |
| 3000 метрів            | Світлана Ульмасова СРСР                                    | 8.30,28 CR    | Марічіка Пуйке Румунія                                                            | 8.33,33     | Олена Сіпатова СРСР                                                | 8.34,06     |
| 100 метрів з бар'єрами | Люцина Лянґер Польща                                       | 12,45         | Йорданка Донкова Болгарія                                                         | 12,54       | Керстин Кнабе НДР                                                  | 12,54       |
| 400 метрів з бар'єрами | Анн-Луїза Скуглунд Швеція                                  | 54,58 CR      | Петра Пфафф НДР                                                                   | 54,90       | Шанталь Рега Франція                                               | 54,94       |
| 4×100 метрів           | НДР Гезине Вальтер Бербель Веккель Сабіна Рігер Марліс Ґер | 42,19 CR      | Велика Британія Венді Гойт Кеті Смоллвуд Беверлі Каллендер Ширлі Томас            | 42,66       | Франція Лоранс Білі Марі-Крістін Каз'є Роз-Айме Бакуль Лільян Гаше | 42,69       |
| 4×400 метрів           | НДР Кірстен Зімон Сабіне Буш Дагмар Рюбзам Маріта Кох      | 3.19,05 WR CR | Чехословаччина Вєра Тилова Мілена Стрнадова Татьяна Коцембова Ярміла Кратохвілова | 3.22,17 NR  | СРСР Олена Корбан Ірина Ольховникова Ольга Мінєєва Ірина Баскакова | 3.22,79     |
|                        |                                                            |               |                                                                                   |             |                                                                    |             |
| Марафон                | Роза Мота Португалія                                       | 2:36.04 CR    | Лаура Фольї Італія                                                                | 2:36.29     | Інгрід Крістіансен Норвегія                                        | 2:36.39     |
|                        |                                                            |               |                                                                                   |             |                                                                    |             |
| Стрибки у висоту       | Ульріке Мейфарт ФРН                                        | 2,02 WR CR    | Тамара Бикова СРСР                                                                | 1,97        | Сара Сімеоні Італія                                                | 1,97        |
| Стрибки у довжину      | Валь Іонеску Румунія                                       | 6,79          | Анішоара Кушмір Румунія                                                           | 6,73        | Олена Іванова СРСР                                                 | 6,73        |
| Штовхання ядра         | Ілона Слюп'янек НДР                                        | 21,59 CR      | Гелена Фібінгерова Чехословаччина                                                 | 20,94       | Нуну Абашидзе СРСР                                                 | 20,82       |
| Метання диска          | Цветанка Христова Болгарія                                 | 68,34         | Марія Вергова Болгарія                                                            | 67,94       | Галина Савінкова СРСР                                              | 67,82       |
| Метання списа          | Анна Верулі Греція                                         | 70,02 CR      | Анте Кемпе НДР                                                                    | 67,94       | Софія Сакорафа Греція                                              | 67,04       |
|                        |                                                            |               |                                                                                   |             |                                                                    |             |
| Семиборство            | Рамона Нойберт НДР                                         | 6622 (6664)   | Сабіна Мебіус НДР                                                                 | 6595 (6629) | Сабіна Евертс ФРН                                                  | 6420 (6445) |

## Медальний залік
| Місце                | Країна               | Золото | Срібло | Бронза | Загалом |
| -------------------- | -------------------- | ------ | ------ | ------ | ------- |
| 1                    | НДР                  | 13     | 8      | 7      | 28      |
| 2                    | ФРН                  | 8      | 1      | 4      | 13      |
| 3                    | СРСР                 | 6      | 12     | 8      | 26      |
| 4                    | Велика Британія      | 3      | 5      | 1      | 9       |
| 5                    | Чехословаччина       | 1      | 4      | 4      | 9       |
| 6                    | Іспанія              | 1      | 2      | 2      | 5       |
| 6                    | Італія               | 1      | 2      | 2      | 5       |
| 8                    | Болгарія             | 1      | 2      | 1      | 4       |
| 8                    | Польща               | 1      | 2      | 1      | 4       |
| 10                   | Румунія              | 1      | 2      | 0      | 3       |
| 11                   | Фінляндія            | 1      | 0      | 3      | 4       |
| 12                   | Греція               | 1      | 0      | 1      | 2       |
| 12                   | Швеція               | 1      | 0      | 1      | 2       |
| 14                   | Нідерланди           | 1      | 0      | 0      | 1       |
| 14                   | Португалія           | 1      | 0      | 0      | 1       |
| 16                   | Бельгія              | 0      | 1      | 1      | 2       |
| 17                   | Франція              | 0      | 0      | 3      | 3       |
| 18                   | Норвегія             | 0      | 0      | 1      | 1       |
| 18                   | Угорщина             | 0      | 0      | 1      | 1       |
| Загалом (19 збірних) | Загалом (19 збірних) | 41     | 41     | 41     | 123     |